# Benedict Nightingale
William Benedict Herbert Nightingale (né le 14 mai 1939) est un journaliste britannique, ancien critique de théâtre régulier pour le journal The Times. 

## Biographie
Il fait ses études à Charterhouse School et Magdalene College, Cambridge. Sa première critique de théâtre publiée est pour le Tunbridge Wells Advertiser en 1957, une production de Look Back in Anger par un groupe amateur local .
Il travaille pour The Guardian en tant que journaliste et, en 1969, est nommé critique dramatique du New Statesman à Londres, poste qu'il occupe jusqu'en 1986, date à laquelle il est nommé professeur d'anglais avec une référence particulière au théâtre à l'Université du Michigan, Ann Arbor. Il passe toute la saison 1983-84 à New York, écrivant une série de chroniques théâtrales dominicales pour le New York Times. Son journal de la période est publié pour la première fois par Times Books en 1986 sous le titre Fifth Row Center: A Critic's Year On and Off Broadway . Il est nommé critique de théâtre en chef pour The Times à Londres en 1990, succédant à Irving Wardle (en).
Après deux décennies au Times, le 1er juin 2010, Nightingale est remplacé par la journaliste Libby Purves (en).
En 2010, il publie un roman, What's So Flinking Bunny: The Spoonerisms and Misadventures of Tristram Throstlethwaite. En 2012, il publie Great Moments in the Theatre, qui examine certains de ce qu'il considère comme les plus grands moments de l'histoire de la forme d'art, de l'Oreste d'Eschyle à la Jérusalem de Jez Butterworth.
Il contribue à de nombreux journaux et revues, dont Encounter, London Magazine, The Wall Street Journal, The Daily Telegraph, The Independent, Punch, The Sunday Times, The Observer . Il est également apparu à la radio et à la télévision .

## Famille
Nightingale est le fils de Ronald Nightingale, un agent immobilier   et d'Evelyn Gardner, qu'il épouse en 1937. Elle a déjà été mariée à l'écrivain Evelyn Waugh. Benedict Nightingale a une sœur, l'architecte paysagiste Virginia Nightingale .
Benedict Nightingale épouse la romancière américaine Anne Redmon, le couple a une fille et deux fils.